# ماركوس ستيوارت
ماركوس ستيوارت (بالإنجليزية: Marcus Stewart)‏ (7 نوفمبر 1972 برستل المملكة المتحدة - ) هو لاعب كرة قدم بريطاني يلعب كمهاجم.

## وصلات خارجية
ماركوس ستيوارت على موقع قاعدة بيانات كرة القدم.إي يو (الإنجليزية)
- ماركوس ستيوارت على موقع Soccerbase.com (لاعب) (الإنجليزية)
- ماركوس ستيوارت على موقع Soccerway.com (الإنجليزية)
- ماركوس ستيوارت على موقع عالم كرة القدم.نت (الإنجليزية)